# Чумово
Чумово (на македонска литературна норма: Чумово) е село в южната част на Северна Македония, община Прилеп.

## География
Селото е разположено в източното подножие на Дрен планина, южно от общинския център Прилеп.

## История
В XIX век Чумово е малко българско село в Прилепска кааза на Османската империя. В „Етнография на вилаетите Адрианопол, Монастир и Салоника“, издадена в Константинопол в 1878 година и отразяваща статистиката на населението от 1873 година, Чумово (Tchoumovo) е посочено като село с 15 домакинства и 67 жители българи.
Според статистиката на Васил Кънчов („Македония. Етнография и статистика“) от 1900 година Чумово има 80 жители, всички българи християни.
На Етнографската карта на Битолския вилает на Картографския институт в София от 1901 година Чумово е чисто българско село в Прилепската каза на Битолския санджак със 17 къщи.
В началото на XX век българското население на селото е под върховенството на Българската екзархия. По данни на секретаря на екзархията Димитър Мишев („La Macédoine et sa Population Chrétienne“) през 1905 година в Чумово има 96 българи екзархисти.
Според преброяването от 2002 година селото има 17 жители, всички северномакедонци.
Църквата в селото е „Свети Никола“.

## Личности
Родени в Чумово
- Филип Божинов, български революционер, деец на ВМОРО, заловен в 1903 година, изпратен на заточение, убит с щикове в Мала Азия[7]
- Иван Д. Илиев, кметски наместник в периода 1941 – 1944 година[8]
- Диме Талев Петров (1864 - след 1943), български революционер, деец на ВМОРО